# Marshall Davidson Hatch
Marshall Davidson Hatch (ur. 24 grudnia 1932 w Perth, Australia Zachodnia) – australijski biochemik i fizjolog roślin.
Znany z odkrycia procesu fotosyntezy C4. Członek wielu towarzystw oraz laureat wielu nagród i odznaczeń.